# Corneille (chanteur)
Pour les articles homonymes, voir Corneille.
Cornelius Nyungura, dit Corneille, est un auteur-compositeur-interprète de RnB, germano-rwandais naturalisé canadien, né le 24 mars 1977 à Fribourg-en-Brisgau, en Allemagne de l'Ouest.

## Biographie

### Enfance et jeunesse
Né en Allemagne de l'Ouest, où ses parents faisaient leurs études supérieures, Corneille passe son enfance au Rwanda où la famille retourne vivre en 1983, dans la capitale Kigali. Son père, Émile Nyungura, y est ingénieur électricien et entre en politique devenant l'un des dirigeants du PSD rwandais, sa mère travaille à la banque commerciale de Kigali. Cornelius Nyungura était tutsi et sa mère, hutu,. C’est à l'adolescence qu'il se découvre une passion pour la chanson. Il fait alors partie d’un groupe R'n'B au Rwanda, et s’initie à l’écriture de textes et à la composition musicale. Il trouve ses influences dans la soul et le funk américain, ses « maîtres chanteurs » s’appellent Prince, Marvin Gaye ou Stevie Wonder et Michael Jackson. Le groupe enregistre une démo puis remporte le concours « Découverte 1993 » de la télévision rwandaise.
Il a 17 ans lors du génocide des Tutsis au Rwanda. Un groupe armé entre dans la maison familiale dans la nuit du 15 au 16 avril 1994 et assassine ses parents ainsi que ses deux frères et sa petite sœur. Corneille assiste au massacre. Il y survit miraculeusement, une coupure de courant inopinée lui permet de se cacher derrière un canapé. Il s'enfuit au Zaïre à des jours de marche, et trouve ensuite un refuge en Allemagne chez un couple allemand ami de ses parents.

### Débuts au Canada
En juillet 1997, il quitte l'Allemagne pour poursuivre ses études en communication à l'Université Concordia de Montréal et obtient la nationalité canadienne en 2004. Quelques mois après son arrivée au Québec (Canada), il fait la rencontre de Pierre Gage et Gardy Martin (alias Gardy Fury), avec lesquels il forme le groupe R'n'B O.N.E. Ils attirent l'attention du groupe hip-hop Dubmatique qui a beaucoup de succès au pays. En spectacle, Corneille remplace leur choriste Barnev Valsaint qui vient d'être engagé par Céline Dion pour ses spectacles à Las Vegas. En 2001, sur l'album Influences de Dubmatique, il est le choriste de la chanson Ensembles. Avec O.N.E., la chanson Zoukin apparaît sur la compilation Procès-verbal et se classe no 1 sur l'airplay canadien.
Il abandonne le groupe O.N.E. pour poursuivre sa carrière solo. Il recentre son écriture sur son vécu et prépare son premier album.
En 2002, il participe à plusieurs projets. Il compose et écrit le titre Ce soir pour la compilation Cocktail R&B 2 (Ghetto R'n'B/Sony Music), ainsi que le titre Si seulement on s'aimait pour l'album Hip Hop Folies avec les featurings de Passi, Daddy Mory, K-mel, Sniper, Nâdiya, Sheraz, EJM, Nathalie Loriot, La Fouine, etc.

### Premiers succès
En juillet 2002, il participe aux Francofolies de La Rochelle en première partie de Burning Spear. En octobre 2002, il est invité au Réservoir par Dave Stewart et chante en duo avec Jimmy Cliff, puis en janvier 2003, pour faire la première partie de Cunnie Williams à l'Olympia, suivi de son premier concert public à l'Opus Club.
Son premier album Parce qu'on vient de loin — étant écrit, composé, arrangé et co-réalisé par Corneille, Sony Black et Phil Greiss — est sorti le 10 septembre 2002 dans la version canadienne, peu connu alors et le 20 octobre 2003 en version française qui ajoute de nombreux bonus via le second disque. En 2005, l'opus est certifié disque de platine au Canada.
L'album remporte un vif succès (certifié disque d'argent en trois semaines) et permet à son public grandissant de découvrir des titres plus personnels.
En avril 2003, il est invité à chanter avec Craig David pour le titre Rise and Fall (avec Sting), reprenant un des couplets en français.
S'ensuit sa première tournée française en mai 2003, faisant salle pleine à Paris, Marseille, Lyon et Bordeaux[réf. souhaitée].
Il a écrit et composé en 2005 Chanter qu'on les aime, chanté par lui, Calogero, Bénabar, Chimène Badi, Willy Denzey, Diam's, Lokua Kanza, Jenifer, Yannick Noah, Matt Houston, M. Pokora, Nâdiya, Nolwenn Leroy, Florent Pagny, Natasha Saint-Pier, Singuila, Diane Tell, Tété, Tragédie. Les bénéfices de la pièce ont été reversés à l'Association mondiale des amis de l'enfance (A.M.A.D.E).
En mars 2005, le chanteur participe au concert Africa Live, qui fut organisé pour combattre le paludisme. C'est la première fois qu'il retourne en Afrique depuis le génocide des Tutsi au Rwanda qui a pris ses proches.
Les Marchands de rêves, son deuxième album, sort en novembre 2005.

### Éclectisme
Corneille travaille aussi avec la Croix-Rouge canadienne pour sensibiliser les gens aux enfants persécutés par la guerre, car il en a lui-même été une victime et a également produit son ami Pierre Gage qui a fait la première partie de certains de ses concerts.
En 2006, il participe au single L'Or de nos vies accompagné de seize autres artistes comme Kyo, Emmanuel Moire, Amel Bent, Matt Pokora… ainsi qu'avec la princesse Stéphanie de Monaco ; ceci dans le cadre de l'association Fight Aids Monaco présidée par celle-ci afin de venir en aide aux malades du SIDA.
Toujours dans la même année, à la demande de France Télévisions, il accepte d'écrire et composer la chanson représentant la France au concours Concours Eurovision de la chanson à Athènes le 20 mai 2006. Le 14 mars 2006, sur France 3, à la fin du prime-time de la présélection française présenté par Michel Drucker et Claudy Siar, la chanson Vous c'est nous est interprétée par la jeune Virginie Pouchain qui vient d'être élue par les téléspectateurs et par un jury présidé par Charles Aznavour. Par la suite, ce titre ne semble pas convaincre les organisateurs du concours et Virginie ne se sent pas à l'aise avec cette chanson. Corneille est invité à revoir sa copie et finalement, c'est un autre titre, Il était temps, composé en urgence, qui sera retenu. Malgré ce changement, le succès ne sera pas au rendez-vous. Au terme de la finale du concours Eurovision le 20 mai 2006, Virginie Pouchain, accompagnée par le violoncelliste britannique Matheson Bailey, n'arrivera qu'en vingt-deuxième position sur un total de vingt-quatre participants, n'obtenant que 5 points.
Corneille signe chez Motown, le 3 septembre 2007, pour son nouvel album The Birth of Cornelius (en), commercialisé aux États-Unis le 10 mars 2009 avec trois titres inédits. Cet album anglophone autoproduit rassemble des chansons inspirées par des artistes tels que Michael Jackson, Stevie Wonder, Marvin Gaye, Sam Cooke ou Prince. Le single Too Much of Everything se classe à la 74e position du classement canadien.
Après un album anglophone, il revient sur la scène francophone avec un quatrième album studio coécrit avec son épouse, intitulé, tout simplement, Sans titre (album) (en), sorti le 19 octobre 2009.

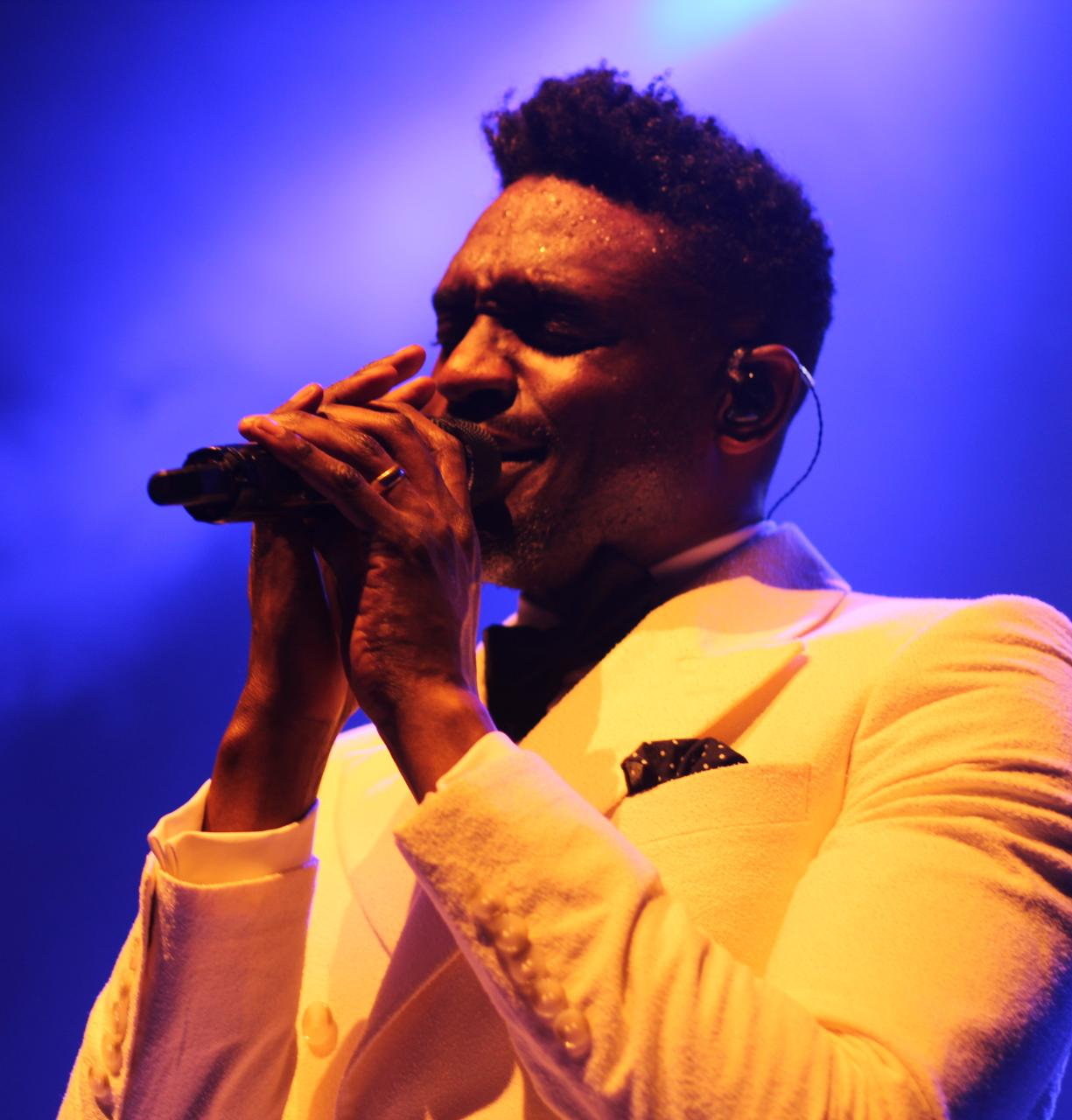
Corneille en concert à l'Alhambra en 2019.

Corneille a également sorti un nouvel album depuis le 24 octobre 2011, réédité en janvier 2012, intitulé Les Inséparables, où l'on retrouve ses singles dont Le jour après la fin du monde, Des pères, des hommes et des frères en duo avec La Fouine et Histoires vraies en duo avec Youssoupha.
En 2012, il enregistre Co-Pilot en duo avec la chanteuse canadienne Kristina Maria.
Le 14 décembre 2012, l'album Génération Goldman, auquel participe Corneille sur le titre Quand tu danses, est certifié disque de diamant moins d'un mois après sa sortie. Il est l’interprète de la chanson Bonne idée sur Génération Goldman volume 2 huit mois plus tard. À partir de janvier 2013, il fait partie de la troupe de Ce soir on chante…, aux côtés de Tal, Emmanuel Moire… Ce soir on chante… est une émission présentée par Estelle Denis qui commence par Ce soir on chante Goldman. En juin, Samedi soir on chante France Gall voit également la présence du chanteur ainsi que Ce soir on chante les hits 2013 en janvier 2014. Enregistré le 31 mai 2013, Samedi soir on chante Édith Piaf est prévu pour le 17 janvier 2014.
En septembre 2013 sort l'album Des réponses de Nadja. À l'écriture du titre Au bord du lac avec sa femme, il accompagne la chanteuse sur ce duo concernant l'accident ferroviaire de Lac-Mégantic. La chanson est également gravée en 2013 sur l'opus du chanteur Entre Nord Et Sud.
En 2014, il apparaît dans la troisième saison de The Voice, la plus belle voix sur la chaîne française TF1 où il assiste Garou.
À l'automne 2014, il participe à la cinquième saison de l'émission Danse avec les stars sur TF1, aux côtés de la danseuse Candice Pascal, et termine sixième de la compétition.
En 2018 il sort un album intitulé Love & soul, dans lequel il reprend des hits sentimentaux anglophones, tels que Careless Whisper de George Michael.
En mars 2022, Corneille sort un nouvel album intitulé Encre rose .
Lors du retour de La Voix, sur TVA, il intègre l’émission comme coach sur la quatrième chaise en compagnie de Marjo, Mario Pelchat et Marc Dupré.

### Vie privée
En novembre 2004, le chanteur obtient sa citoyenneté canadienne. Il épouse en 2006 Sofia de Medeiros. Ensemble, ils ont deux enfants : Merik et Mila.

## Discographie
Albums studio
| Année                                               | Albums                    | Meilleure position | Meilleure position | Meilleure position | Certification               |
| Année                                               | Albums                    | BE (Fr)            | France             | CH                 | Certification               |
| --------------------------------------------------- | ------------------------- | ------------------ | ------------------ | ------------------ | --------------------------- |
| 2002                                                | Parce qu'on vient de loin | 3                  | 4                  | 33                 | SNEP: 2x PlatineMC: platine |
| 2005                                                | Les marchands de rêves    | 6                  | 3                  | 34                 | SNEP: Platine               |
| 2007                                                | The Birth of Corneilius   | -                  | 23                 | -                  |                             |
| 2009                                                | Sans titre                | 47                 | 21                 | -                  |                             |
| 2011                                                | Les inséparables          | 55                 | 10                 | -                  |                             |
| 2013                                                | Entre Nord et Sud         | 89                 | 46                 | -                  |                             |
| 2018                                                | Love & Soul               | 139                | 35                 | -                  |                             |
| 2019                                                | Parce qu'on aime          | -                  | 58                 | -                  |                             |
| 2022                                                | Encre rose                | -                  | -                  | -                  |                             |
| "-" signifie que l'album n'est pas classé ou sorti. |                           |                    |                    |                    |                             |

Éditions spéciales
- 2003 : Parce qu'on vient de loin (édition deluxe) (deux disques)
- 2006 : Parce qu'on vient de loin / Les Marchands de rêves (double album)

Albums live et DVDs
| Année                                               | Album               | Meilleure position | Meilleure position | Meilleure position | Certification France |
| Année                                               | Album               | BE (Fr)            | FR                 | CH                 | Certification France |
| --------------------------------------------------- | ------------------- | ------------------ | ------------------ | ------------------ | -------------------- |
| 2005                                                | Live (double album) | 10                 | 9                  | -                  |                      |
| "-" signifie que l'album n'est pas classé ou sorti. |                     |                    |                    |                    |                      |

### Singles
Singles classés dans les hit-parades
| Année                                                              | Single                                                | Meilleure position | Meilleure position | Meilleure position | Certification | Album                     |
| Année                                                              | Single                                                | BE (Fr)            | FR                 | CH                 | Certification | Album                     |
| ------------------------------------------------------------------ | ----------------------------------------------------- | ------------------ | ------------------ | ------------------ | ------------- | ------------------------- |
| 2002                                                               | Avec classe                                           | -                  | 30                 | -                  |               | Parce qu'on vient de loin |
| 2003                                                               | Ensemble                                              | -                  | 39                 | -                  |               | Parce qu'on vient de loin |
| 2004                                                               | Parce qu'on vient de loin                             | 9                  | 10                 | 33                 |               | Parce qu'on vient de loin |
| 2004                                                               | Seul au monde                                         | 34                 | 26                 | 62                 |               | Parce qu'on vient de loin |
| 2004                                                               | Comme un fils                                         | -                  | 21                 | 56                 |               | Parce qu'on vient de loin |
| 2006                                                               | Les marchands de rêves                                | -                  | 37                 | 88                 |               | Les Marchands de rêves    |
| 2011                                                               | Le jour après la fin du monde                         | 33                 | 27                 | -                  |               | Les inséparables          |
| 2011                                                               | Des pères, des hommes et des frères (Feat. La Fouine) | -                  | 25                 | -                  |               | Les inséparables          |
| 2011                                                               | Au bout de nos peines (Feat. Soprano)                 | -                  | 26                 | -                  |               | Les inséparables          |
| 2014                                                               | Le Paradis                                            | -                  | -                  | -                  |               | Entre Nord et Sud         |
| 2014                                                               | Les sommets de nos vies                               | -                  | 84                 | -                  |               | Entre Nord et Sud         |
| 2014                                                               | Le récit                                              | -                  | -                  | -                  |               | Entre Nord et Sud         |
| 2014                                                               | Wine & Bubble (Feat. Laza Morgan)                     | -                  | -                  | -                  |               | Entre Nord et Sud         |
| 2017                                                               | I Wanna Dance With Somebody (Who Loves Me)            | -                  | -                  | -                  |               | Love & Soul               |
| 2018                                                               | Smooth Operator                                       | -                  | 121                | -                  |               | Love & Soul               |
| 2018                                                               | Careless Whisper                                      | -                  | -                  | -                  |               | Love & Soul               |
| 2018                                                               | Sign Your Name                                        | -                  | -                  | -                  |               | Love & Soul               |
| 2018                                                               | Tout le monde                                         | -                  | -                  | -                  |               | Parce qu'on aime          |
| 2021                                                               | Pause                                                 | -                  | -                  | -                  |               | Encre rose                |
| 2021                                                               | Nouveau pouvoir                                       | -                  | -                  | -                  |               | Encre rose                |
| 2022                                                               | Bon voyage                                            | -                  | -                  | -                  |               | Encre rose                |
| 2022                                                               | Nouveau monde                                         | -                  | -                  | -                  |               | Encre rose                |
| 2022                                                               | Encre rose                                            | -                  | -                  | -                  |               | Encre rose                |
| 2023                                                               | Notre année (Feat. Laurence Nerbonne)                 | -                  | -                  | -                  |               |                           |
| "-" signifie que le single n'est pas classé ou sorti dans le pays. |                                                       |                    |                    |                    |               |                           |

En tant qu'artiste invité sur single
| Année | Single                                             | Meilleure position | Certification | Album |
| Année | Single                                             | FR                 | Certification | Album |
| ----- | -------------------------------------------------- | ------------------ | ------------- | ----- |
| 2011  | Le meilleur du monde (feat.TLF)                    | 28                 |               |       |
| 2012  | Histoires vraies (feat. Youssoupha)                | 82                 |               |       |
| 2012  | Co-Pilot (V.F.) (feat. Kristina Maria)             | 27                 |               |       |
| 2013  | A l'horizon (feat. Kery James)                     | 82                 |               |       |
| 2013  | Cœur de guerrier (feat. Big Ali Youssoupha & Acid) |                    |               |       |

### Avec d'autres artistes
- 2002 : Le Clan Chill (K. Maro feat. Corneille) (album I Am à l'ancienne)
- 2002 : Avec Classe
- 2003 : Ensemble
- 2003 : Rêves de Star
- 2004 : Dubmatique - Mémoire : Ensembles
- 2004 : Parce qu'on vient de loin
- 2004 : Seul au monde
- 2004 : Comme un fils
- 2005 : Chanter qu'on les aime : A.M.A.D.E
- 2005 : Nos Larmes (Doc Gynéco feat. Corneille) (album Un homme nature)
- 2006 : L'Or de nos vies : Fight Aids
- 2006 : Rise & fall (feat. Craig David & Sting)
- 2007 : Back to life
- 2007 : Too much of everything
- 2009 : En attendant
- 2010 : Elle me ment
- 2011 : Le meilleur du monde (feat. TLF)
- 2011 : Le jour après la fin du monde
- 2011 : Encore une nuit (feat. La Fouine & Soprano)
- 2012 : Histoires Vraies (feat. Youssoupha)
- 2012 : Des Pères, des Hommes et des Frères (feat. La Fouine)
- 2012 : Co-pilot (feat. Kristina Maria)
- 2012 : Au bout de nos peines (feat. Soprano)
- 2012 : Quand tu danses (album Génération Goldman)
- 2013 : Demain on verra (feat. La Fouine)
- 2013 : Cœur de guerrier (feat. Youssoupha & Acid & Big Ali)
- 2013 : À l'horizon (feat. Kery James)
- 2013 : Le Soleil Donne (album Tropical Family)
- 2013 : Bonne Idée (album Génération Goldman Vol. 2)
- 2013 : Le paradis
- 2013 : Les sommets de nos vies
- 2013 : Le récit
- 2013 : Notre année
- 2014 : L-O-V-E (feat. Roch Voisine & Claire Keim)
- 2014 : Wine & Bubble (feat. Laza Morgan)
- 2015 : Brûleur de frontières (Lino feat. Corneille) (album Requiem)
- 2017 : I Wanna Dance With Somebody (Who Loves Me)
- 2017 : Careless Whisper
- 2017 : album Chante la vie chante (Love Michel Fugain)
- 2018 : Smooth Operator
- 2018 : Sign Your Name
- 2018 : Tout Le Monde
- 2022 : Crash (Les louanges feat. Corneille)[22]
- 2023 : Notre année (feat. Laurence Nerbonne)

- 2024 : Avec classe (feat. Aya Nakamura & Trinix)
- 2024 : Ego (feat. Youssoupha & Mélodie-Jade)
- 2024 : Solo (Domeno feat. Corneille) (album MAESTRO)
- 2024 : Seul au monde (feat. Soolking)

### DVD
- 2005 : Live (publié le 5 avril 2005 au Canada et le 28 février 2005 en France)

## Distinctions

### Gala de l'ADISQ

#### artistique
| Année | Travail nommé             | Récompense                                             | Résultat   |
| ----- | ------------------------- | ------------------------------------------------------ | ---------- |
| 2003  | Parce qu'on vient de loin | album de l'année - populaire                           | nomination |
| 2003  | Corneille                 | artiste québécois s'étant le plus illustré hors Québec | nomination |
| 2003  | Avec classe               | chanson populaire de l'année                           | nomination |
| 2003  | Corneille                 | révélation de l'année                                  | nomination |
| 2004  | Corneille                 | artiste québécois s'étant le plus illustré hors Québec | lauréat    |
| 2004  | Parce qu'on vient de loin | chanson populaire de l'année                           | nomination |
| 2004  | Corneille                 | interprète masculin de l'année                         | lauréat    |
| 2004  | Parce qu'on vient de loin | vidéoclip de l'année                                   | lauréat    |
| 2005  | Parce qu'on vient de loin | album de l'année - meilleur vendeur                    | nomination |
| 2005  | Corneille                 | artiste québécois s'étant le plus illustré hors Québec | nomination |
| 2005  | Seul au monde             | chanson populaire de l'année                           | nomination |
| 2005  | Corneille                 | interprète masculin de l'année                         | nomination |
| 2005  | Seul au monde             | vidéoclip de l'année                                   | lauréat    |
| 2006  | Les marchands de rêves    | album de l'année - populaire                           | nomination |
| 2006  | Corneille                 | artiste québécois s'étant le plus illustré hors Québec | nomination |
| 2006  | Corneille                 | interprète masculin de l'année                         | nomination |
| 2019  | Tout le monde             | chanson de l'année                                     | nomination |
| 2020  | Le bonheur                | chanson de l'année                                     | nomination |
| 2022  | Corneille                 | interprète masculin de l'année                         | nomination |

#### industriel
| Année | Travail nommé                                                        | Récompense                       | Résultat   |
| ----- | -------------------------------------------------------------------- | -------------------------------- | ---------- |
| 2003  | Corneille et Sonny Black pour Parce qu'on vient de loin de Corneille | arrangeur de l'année             | nomination |
| 2003  | Corneille pour Parce qu'on vient de loin de Corneille                | réalisateur de disque de l'année | nomination |

### Prix Juno
| Année | Travail nommé           | Récompense                         | Résultat   |
| ----- | ----------------------- | ---------------------------------- | ---------- |
| 2008  | The Birth of Corneilius | enregistrement r&b/soul de l'année | nomination |

### NRJ Music Awards
| Année               | Travail nommé             | Catégorie                                | Résultat       |
| ------------------- | ------------------------- | ---------------------------------------- | -------------- |
| 2005                | Parce qu'on vient de loin | Album francophone                        | Nomination     |
| 2005                | Parce qu'on vient de loin | Clip de l'année                          | Lauréat        |
| 2005                | Parce qu'on vient de loin | Chanson francophone                      | Nomination     |
| 2005 2007 2012 2013 | Corneille                 | Artiste masculin francophone             | Nomination     |
| 2012                | TLF feat. Corneille       | Groupe/duo/troupe francophone de l'année | Pré-nomination |

### Gala des prix SOBA
| Année | Travail nommé                | Catégorie                              | Résultat |
| ----- | ---------------------------- | -------------------------------------- | -------- |
| 2008  | Corneille                    | Artiste ou groupe R&B, Soul anglophone | Lauréat  |
| 2008  | The Birth of Corneilius (en) | Album anglophone                       | Lauréat  |
| 2008  | Corneille                    | Artiste ou groupe anglophone           | Lauréat  |

### Victoires de la musique
| Année | Travail nommé             | Catégorie                             | Résultat   |
| ----- | ------------------------- | ------------------------------------- | ---------- |
| 2004  | Parce qu'on vient de loin | Album révélation                      | Nomination |
| 2004  | Corneille                 | Groupe/Artiste révélation             | Nomination |
| 2005  | Corneille                 | Groupe ou artiste interprète masculin | Nomination |
| 2005  | Seul au monde             | Vidéo-clip                            | Nomination |

### MTV Europe Music Awards
| Année | Travail nommé | Catégorie        | Résultat   |
| ----- | ------------- | ---------------- | ---------- |
| 2004  | Corneille     | Artiste Français | Nomination |

### L'Année du Hip Hop
| Année | Travail nommé | Catégorie                  | Résultat   |
| ----- | ------------- | -------------------------- | ---------- |
| 2007  | Corneille     | Meilleure artiste de R'n'B | Nomination |

### Trophées des arts afro-caribéens
| Année | Travail nommé        | Catégorie      | Résultat   |
| ----- | -------------------- | -------------- | ---------- |
| 2011  | Le Meilleur du monde | Meilleure clip | Nomination |

### European Border Breakers Awards
| Année | Travail nommé | Catégorie                 | Résultat |
| ----- | ------------- | ------------------------- | -------- |
| 2005  | Corneille     | Meilleur artiste français | Lauréat  |

### Gala Dynastie
| Année | Travail nommé | Récompense                                                              | Résultat   |
| ----- | ------------- | ----------------------------------------------------------------------- | ---------- |
| 2020  | Corneille     | artiste ou groupe musical de l'année s'étant illustré à l'international | nomination |
| 2022  | ?             | série ou émission web de l'année                                        | nomination |
| 2022  | Amour suprême | podcast de l'année                                                      | nomination |
| 2023  | Corneille     | artiste ou groupe musical francophone de l'année                        | à venir    |
| 2023  | Corneille     | artiste ou groupe musical de l'année s'étant illustré à l'international | à venir    |

## Publication
- Là où le soleil disparaît, XO éditions, 2016